# Crack Addict
«Crack Addict» — песня, написанная и записанная группой Limp Bizkit в 2002 году, а также спродюсирована Элом Йоргенсеном. Ещё до выпуска Results May Vary Фред Дёрст говорил, что песню выпустят как первый сингл с альбома, но впоследствии трек даже не будет включён в альбом.

## О песне
7 марта 2003 года Limp Bizkit объявили, что выступят вживую впервые за два года на WWE и в Рестлмании 30 марта 2003 года. Они исполнили песни «Crack Addict» и «Rollin’ (Air Raid Vehicle)» на мероприятии с Брайаном Уэлчем и Майком Смитом.

## Факты
- Эл Йоргенсен утверждает, что убедил Фреда Дёрста раздеться догола и надеть ковбойскую шляпу во время исполнения песни. Йоргенсен вспоминает: «Мне заплатили за то, чтобы я просто унижал его в течение трёх песен. Это было потрясающе»[6].